# St. George (Australia)
St. George (2.410 ab. nel 2010) è una località dell'Australia, nel Queensland, capoluogo e centro amministrativo della contea di Balonne.
Si trova nell'entroterra dello Stato, a circa 500 km dalla capitale Brisbane, e i primi insediamenti risalgono al 1846.

## Storia
La fondazione della località risale al 1846: lo scozzese Thomas Mitchell giunse nella zona, sulle rive del fiume Balonne che dà il nome alla contea, il 23 aprile, giorno di san Giorgio, di quell'anno; già nel 1864 St. George fu dotata di ufficio postale e di stazione cambio cavalli per l'entroterra; otto anni più tardi sorse il primo ospedale e nel 1874 la prima scuola e la prima chiesa cattolica.
A fine secolo sorsero anche la chiesa anglicana e la stazione di polizia.
Nel 1903 fu istituita la contea di Balonne, che comprendeva diversi comuni e località, e St. George ne fu designata capoluogo
St. George è risaltata all'attenzione nazionale per avere espresso, alle elezioni parlamentari del 2004, un rappresentante locale al Senato australiano, Barnaby Joyce, e, più recentemente, per essere stata interessata dalle pesanti inondazioni che hanno colpito il Queensland nell'estate australe del marzo 2010 e successivamente del dicembre 2010 - gennaio 2011.

## Società

### Evoluzione demografica
Al censimento nazionale del 2006 St. George contava 2.410 abitanti, dei quali 89 nati al di fuori dell'Australia; poco più della metà della popolazione è femminile.
La città fa parte del distretto elettorale di Maranoa.